# Белоголовая муния
Белоголовая муния (лат. Lonchura maja) — птица семейства вьюрковых ткачиков отряда воробьинообразных.

## Внешний вид
Длина тела 10,5 см Окраска оперения коричнево-каштановая. Шея и голова белые. Кроющие нижние перья хвоста и брюшко чёрные. Посреди грудины имеется пятно. Клюв серый. Ноги светло-голубые.

## Распространение
Обитают в Малайзии, Сингапуре, Таиланде, Вьетнаме и Индонезии на островах Ява, Суматра и других близлежащих островах.

## Образ жизни
Довольно обычная и широко распространенная птица, встречается до высоты 1500 м над уровнем моря. Питается рисом и семенами трав.

## Размножение
Гнездо шарообразное, типичное для муний. В кладке 4-5, иногда 6, белых яиц.